# 週刊パパたいむ
週刊パパたいむ（しゅうかんパパたいむ）は、1992年4月14日から2003年6月19日まで中国放送テレビ（RCC）でゴールデンタイムに放送されていた情報番組。以下に記すように題名は11年間の放送中に何度か変更している。

## 概要
広島県に本社を置く民間テレビ放送局4社の中では初めてゴールデンタイムに設定された地元番組。原則生放送であり、家族の対話を促進することを主目的に始まった。
当初は視聴率が低迷していたが、スタート半年後の1992年10月に放送時間を変更した頃から食・健康・旅行を三本柱にして地元の情報を盛り込む内容にしたところ好評を得るようになり、1993年6月29日放送分では視聴率33.1%を記録した。
2002年10月にタイトルを『パパたいむピオラ』と改めてリニューアルを行ったが、それから9か月後の2003年6月に番組は終了。11年2か月間の放送に幕を閉じた。

## 題名の変遷
- 週刊パパたいむ（1992年4月 - 時期不明）
- 西田篤史の週刊パパたいむ（時期不明 - 2002年9月）
- パパたいむピオラ（2002年10月 - 2003年6月）

## 放送時間の変遷
下記の枠はTBSでは『そこが知りたい』などを放送していたが系列のローカルセールス枠であり、RCCなど局によっては自社制作を行使できる枠だった。
（いずれもJST）
- 火曜日 19:00 - 19:54 （1992年4月 - 1992年9月）
- 火曜日 20:00 - 20:54 （1992年10月 - 1999年3月）
- 木曜日 19:00 - 19:54 （1999年4月 - 2000年3月）
- 木曜日 18:50 - 19:54 （2000年4月 - 時期不明）
- 木曜日 19:00 - 19:54 （時期不明）
- 木曜日 18:55 - 19:54 （時期不明 - 2003年6月）

## 出演者、スタッフ

### 司会者
- 西田篤史 - 全期間にわたって出演。

### アシスタント
いずれもRCCアナウンサー。2013年現在、全員RCCを退社している。
1. 徳丸文（1992年4月〔番組開始〕 - 1995年3月）
2. 北村武子（1995年4月 - 1997年4月）
3. 末安彩衣子（1997年4月 - 2000年3月）
4. 吉川明子（2000年4月 - 2002年3月）
5. 吉田千尋（2002年4月 - 2003年6月〔番組終了〕）

### リポーター
- 松本裕見子 - 全期間にわたって出演。
- 湯蓋実世子 - 2000年頃に出演。
- 池田沙耶香 - 放送末期に出演。
- 甲斐玲香（現：かいれいか） - 放送末期に出演。

### 構成
- 名切勝則（ラジオパーソナリティとしての名義である「一文字弥太郎」として番組ナレーションも兼務していた）

## パパカンパニー
この番組の特色は様々な職業に就いている男性（父親）がパネラーとして多数出演していた点であり、彼らを総称してパパカンパニーと呼んでいた。

### パパとして出演した人物
- 上野隆紘 - 元RCCアナウンサー。
- 長谷川良平 - 元広島東洋カープ選手・監督。
- 木下富雄 - 元広島東洋カープ選手・コーチ・二軍監督。
- 榊原聡一郎 - 元広島東洋カープ選手・コーチ。
- 矢的パパ - 宮島出身
- 小谷パパ - 老舗ウナギ店小谷店長
- 緒方パパ - 弁護士
- 大パパ - 四川飯店店長
- 田島隆 - 漫画原作者（カバチタレ）・行政書士

## 書籍
- パパぞう―「西田篤史の週刊パパたいむ」300回記念辞典 （1999年2月、ザメディアジョン、ISBN 978-4916219282）

## 備考
- 年に数回本番組の放送時間帯に、RCCと山陽放送（RSK）が交代で幹事局および送出元となり、同じくローカルセールス枠で自社制作を行使し、地元情報番組を放送しているテレビ山口（TYS）・あいテレビ（ITV）の中国・四国地方のTBS系民間テレビ局3社と共同で番組を放送。このときのタイトルとしては、『パパたいむ』（RCC）・『VOICE21』（RSK）・『サタスパ!』（TYS）・『ハナマルセブン』（ITV）の4番組のタイトルを統合させた形のものが多かった。『パパたいむ』の放送中にはTYSの『サタスパ!』とITVの『ハナマルセブン』は終了していたが放送後にスタートした『TIM神様の宿題』も年に1回程度、RSKの『VOICE21』との共同制作番組を放送していた（当該項目参照）。
- 全てではないが、深夜に再放送することもあった。
- RCCが開局60年を迎えた2012年10月1日には、最高視聴率回（1993年6月29日放送分）の再放送が『イマなま3チャンネル』の放送前に行われた。